# Филаиды
Филаиды — афинский аристократический род, известный в VII — IV веках до н. э.

## Происхождение
Наряду с Алкмеонидами, были одним из наиболее влиятельных эвпатридских родов. Свою мифологическую генеалогию возводили к саламинскому царю Филею, внуку Аякса Теламонида из рода Эакидов. 
В Аттике родовым гнездом Филаидов было местечко Браврон, в котором после реформ Клисфена располагался дем Филаиды. К VI веку до н. э. главная ветвь рода перебралась в пригород Афин (дем Лакиады).
Сведения о происхождении Филаидов содержатся у Маркеллина, составившего жизнеописание историка Фукидида, состоявшего в родстве с Филаидами. Маркеллин опирался на сведения логографа V века до н. э. Ферекида, но текст сохранившегося отрывка «Жизни Фукидида» испорчен, и местами противоречит генеалогическим данным Геродота. 
Согласно Ферекиду, Филей, сын Аякса, поселился в Афинах. От него родился Даикл, от Даикла Эпилик, от Эпилика Акестор, от Акестора Агенор, от Агенора Олий, от Олия Лик, от Лика Тофон, от Тофона Лай, от Лая Агаместор, от Агаместора Тисандр. 

## Родовое имя
Название Филаиды довольно условное и используется в научной литературе для удобства. В античных источниках оно фигурирует всего один раз, и то применительно к философу Эпикуру, который, якобы, принадлежал к этой семье (вероятно, к какой-то боковой ветви), и дошло в цитате у Диогена Лаэртского. В архаическое и классическое время термин genos по отношению к аристократическим родам использовался редко, Геродот так называет Алкмеонидов, но Филаидов именует «домом Мильтиада». Родовые имена наподобие римских nomina греки, как правило, не употребляли официально. 
Предлагалось называть потомков Кимона Старшего «домом Мильтиада» или «Кимонидами», но это новшество приживается с трудом, так как многие специалисты не видят надобности в таких уточнениях.

## Первые Филаиды
Сыном Тисандра Геродот называет Гиппоклида, неудачливого жениха Агаристы и архонта 566/565 до н. э., но первыми известными Филаидами ныне считаются Мильтиад, архонт 664/663 и 659/658 до н. э. и Кипсел, архонт 597/596 до н. э.
Филаиды состояли в родстве с династией коринфских тиранов Кипселидов; как полагают, один из Филаидов, возможно, Агаместор, женился на родственнице тирана Кипсела, и сыновьями от этого брака были архонт Кипсел и Тисандр.

## Расцвет рода
Со второй половины VI века до н. э. Филаиды дали афинскому государству нескольких ярких политиков. Первым был сын Кипсела Мильтиад Старший, тиран Херсонеса Фракийского. Его единоутробный брат Кимон Старший, олимпионик-триаст, стал продолжателем основной линии рода. Его сыновья Стесагор и Мильтиад Младший наследовали тиранию дяди, а затем Мильтиад прославился как победитель персов при Марафоне.
Кроме них, к Филаидам предположительно относят известного деятеля периода афинских демократических войн Исагора, сына Тисандра, пытавшегося установить олигархию с помощью спартанских интервентов. Геродот пишет, что ему не удалось узнать родословие этого человека, что очень странно, так как деятель неизвестного происхождения не мог бы стать лидером аристократии и архонтом 508/507 до н. э. Предполагается, что афинскими информаторами Геродота были сами Филаиды, которым не хотелось афишировать своё родство с человеком, ставшим предателем родины. 
Сын Мильтиада Младшего Кимон, лидер либеральной аристократии, был одним из руководителей афинской политики в 470-х — 450-х годах до н. э., и продолжал традиционную борьбу своей семьи с Алкмеонидами. Благодаря браку своей сестры Эльпиники с Каллием Богатым, он породнился с влиятельным родом Кериков. Сыновья Кимона Лакедемоний, Улий (Элей) и Фессал из-за противодействия Перикла не смогли сделать значительной политической карьеры, но до середины 440-х годов до н. э. могущество клана поддерживал зять Кимона Фукидид (сын Мелесия).

## Закат Филаидов
Радикальные демократические реформы Перикла подорвали влияние аристократии вообще и рода Филаидов в частности. В конце V — IV веках до н. э. его представители не играли заметной роли в политике, хотя родство с этой семьей продолжало оставаться престижным. Последними известными Филаидами были историк Фукидид, философ Эпикур и Евридика Афинская, жена киренского узурпатора Офелла.

## Комментарии
1. ↑  Возможно, это два разных человека, так как должность архонта-эпонима разрешалось занимать только раз (Суриков (2005), с. 295)